# 英國廣播公司新聞頻道 (國際)
英國廣播公司新聞頻道（國際）（英語：BBC News），是英國廣播公司（BBC）的一條二十四小時新闻頻道，於1995年1月26日正式開播。它在全球的主要競爭對手為CNN、天空新闻台和半岛电视台英语频道。

## 歷史
英國廣播公司新聞頻道（國際）的前身為英國廣播公司世界電視服務（BBC World Service Television）。有別於接受英國政府撥款的英國廣播公司國際頻道（BBC World Service Radio），世界電視服務因英國政府拒絕放寬外國公司補助金的受助範圍，而改為由商業機構贊助。經過兩星期的試播，世界電視服務於1991年3月11日開播。
世界電視服務於1995年1月26日被分拆為兩條頻道——BBC Prime和BBC World。
英國廣播公司新聞頻道（國際）曾經歷多次改版：1995年1月26日至2000年4月3日間以多面虛構的旗帜作为包装；2000年4月3日至2003年12月8日則配合英國廣播公司的統一企業形象，以紅色和淡黃色作主色，並使用由大卫·罗伊創作的音樂；2003年12月8日起音樂作出細微改變，色調由紅色、淡黃色轉至紅色和黑色，口號則由「Demand A Broader View」轉至「Putting News First」。2008年4月21日与2013年1月14日，该频道均和英国国内的BBC新闻频道同步更换包装。
2008年4月21日，BBC World正式更名为BBC World News，播出格式从4:3转至16:9。
2019年7月15日，BBC世界新聞頻道和英国国内的BBC新闻频道同步更换频道包装，并采用BBC和字体设计机构Dalton Maag共同设计的字体BBC Reith。
2023年4月3日，BBC世界新闻频道与原本对国内播出的BBC新闻频道合并，成立新的BBC新闻频道，但国际版本节目与英国国内版有所差别。。

## 评价
2006年11月，BBC世界新闻频道在国际广播协会奖上被评为“最佳国际新闻频道”。BBC世界新闻频道在2007年因“白马村”的报道获得皮博迪獎，在2009年因另一报道——“Where Giving Life is a Death Sentence”——再获同一奖项。

## 禁播与处罚

### 泰国

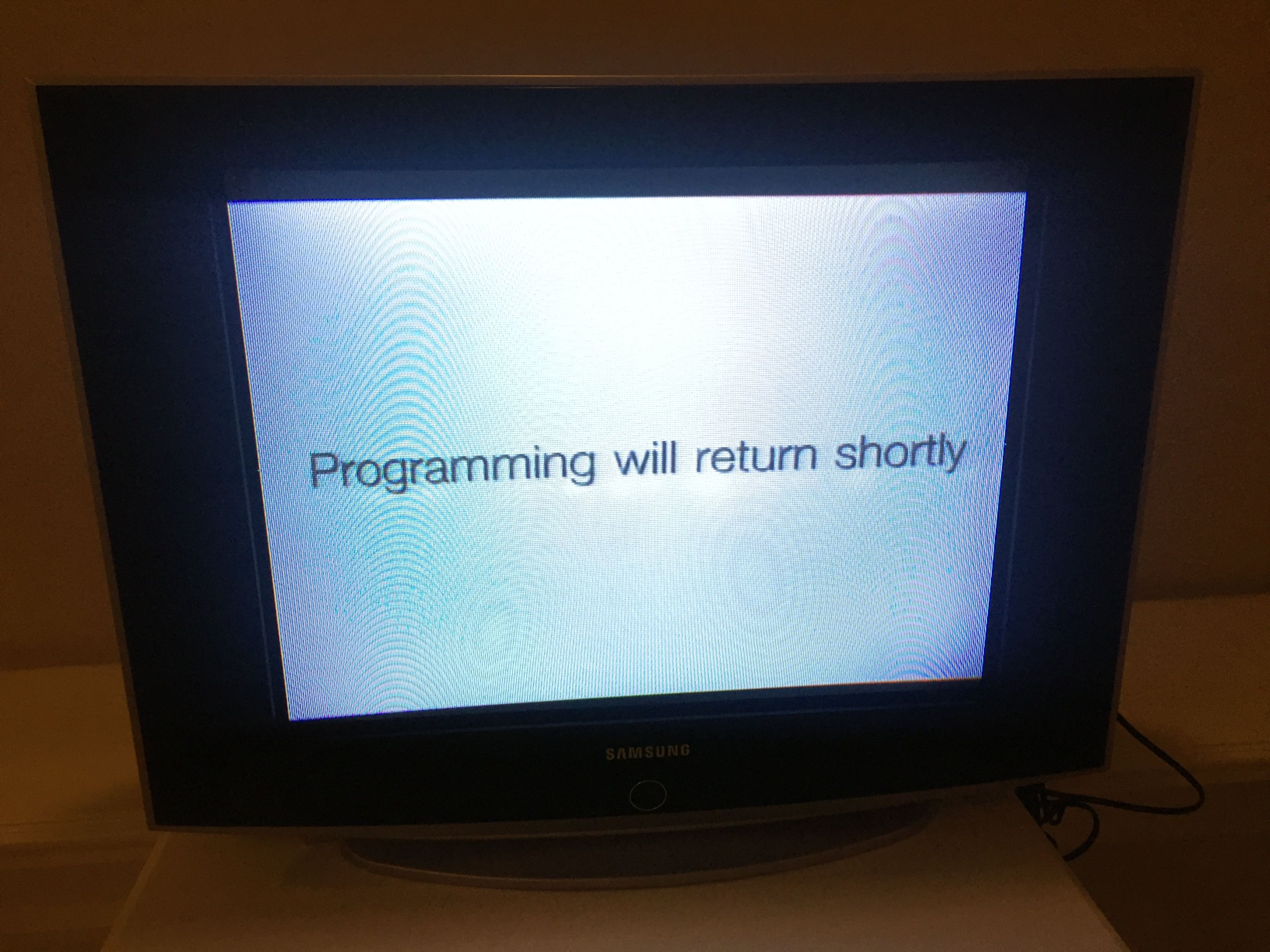
英國廣播公司世界新聞頻道报道玛哈·哇集拉隆功就任泰王新闻，被泰国落地机构屏蔽

2016年12月1日，英國廣播公司世界新聞頻道报道泰国王储玛哈·哇集拉隆功就任泰国国王新闻期间，被泰国落地机构屏蔽。

### 中国大陆
2002年，中國大陸国家广播电影电视总局允许的境外卫星电视频道（持有执照）开始被规定必须通过當局的卫星播送。同年7月，英国广播公司世界新闻频道卫星信号被广电总局突然关闭，原因是报道含有法轮功镜头；美國之音稱，这是中華人民共和國政府第一次切断BBC的卫星电视节目。对此，中華人民共和国外交部稱，因英国广播公司世界新闻频道近期多次违反英国广播公司与中国国际电视总公司达成的有关协议，中国国际电视总公司依据并履行该协议的规定，关闭了其在华落地信号（当时由鑫诺一号通信卫星转播）；至于何时恢复，要看BBC对此事的态度后再定。
2021年2月12日，在英国通讯管理局撤销中共中央宣传部領導的國有媒體中国环球电视网执照后，中國大陸国家广播电视总局對等宣布禁止英廣世界新聞频道在中華人民共和国境内落地，故对其新一年度落地申请採取不予受理處理，稱其涉华报道有关内容严重违反《广播电视管理条例》及《境外卫星电视频道落地管理办法》有关规定、“损害中国国家利益”、“破坏中国民族团结”。分析認爲此舉是對中國環球電視網被吊銷執照的報復。此前英國廣播公司世界新聞頻道已在中國大陸多數地區被禁播，大部分觀衆無法收看，僅個別國際酒店和外交機構提供相關服務。英国广播公司發言人表示，BBC是世界上最獲信賴的國際新聞廣播機構，公正報道全球新聞。英國外交大臣多米尼克·拉布、美國國務院發言人普賴斯批評，国家广播电视总局的決定是壓制新聞自由。欧盟对外行动署发言人发表声明，称国家广播电视总局的決定是限制言论自由和新闻自由。2月13日，中华人民共和国驻欧盟使团发言人表示，中国有关广播电视的管理法规合宪合理、同世界各国的通行做法一致，中方相关决定完全正当合法，打击虚假信息不能有双重标准，双重标准下的新闻自由只能是虚假信息的自由。然而该禁令对中国大陆普通观众影响较小，一般民众无法通过有线电视和IPTV等途径合法收看包括本频道内的境外电视频道，广电部门也规定除非经过批准（如广东省），一般广播电视机构不得转播境外电视广播频道。在该频道被封杀前，是由国家广电总局授权中国国际电视总公司所属境外卫星电视节目代理部接收频道信号，通过亚太6号卫星面向三星级或以上酒店宾馆和部分涉外机构作定向加密传输。

## 外部連結
- 英國廣播公司世界頻道 （页面存档备份，存于）
- 551 BBC World News - 中華電信 MOD 網站 （页面存档备份，存于）